# Andrew Thorpe
Andrew Thorpe ou Frère Matthew (dans sa communauté), né le 10 mai 1965 à Pudsey (Royaume-Uni), est un religieux britannique, prieur de la communauté de Taizé depuis décembre 2023.

## Biographie

### Jeunesse et études
Andrew Thorpe est né en 1965 à Pudsey, petite ville industrielle du Yorshire au Royaume-Uni, dans une famille anglicane.
Il commence à apprendre le français durant des vacances en Bretagne.
Ses parents et sa famille proche vivent tous en Australie.
En 1985, durant ses études de médecine à l'université de Sheffield, Andrew Thorpe découvre la communauté de Taizé à l'occasion d'un séjour de deux semaines. Il y retourne en juillet 1986 comme volontaire.

### Engagement monastique
De confession anglicane, il rejoint la communauté de Taizé le 10 novembre 1986, à l'âge de 21 ans et prend le nom de frère Matthew.
Andrew Thorpe s'occupe notamment de l'accompagnement des « nouveaux frères », nom que l'on donne à Taizé aux novices. Il se rend à plusieurs reprises en Russie et au Bangladesh où des frères de la communauté de Taizé sont établis depuis 1974.
Le 2 décembre 2023, il succède à Alois Löser en tant que prieur de la communauté de Taizé à l'âge de 58 ans. Il est ainsi le troisième homme à occuper cette fonction.

## Prises de position
En juillet 2023, Andrew Thorpe se déclare ouvert à l’éventuelle admission de femmes dans la communauté.